# Martínkovický potok
Martínkovický potok – potok w Czechach w Sudetach Środkowych.
Potok wypływa w Broumovskich stěnach na wysokości 650–700 m n.p.m. płynie przez  Martínkovice i wpływa do Ścinawki na północ od  tej wsi.